# 소망 (1979년 드라마)
《소망》은 1979년 5월 7일부터 1979년 9월 8일까지 방송된 문화방송 일일연속극이다.

## 등장 인물
- 이정길 - 김정호 역
- 정욱
- 최불암
- 김홍석
- 한인수
- 조영숙
- 김해숙
- 박종관
- 임문수
- 변희봉
- 조남석
- 김호영
- 이영후
- 홍순창
- 백인철
- 박영지
- 이효춘
- 정혜선
- 고두심
- 임현식
- 박원숙
- 신충식